# TV Tokyo
Корпорація TV Tokyo (яп. 株式会社テレビ東京) — японська телекомпанія. Головний офіс в Токіо. Також знана як Teleto (яп. テレ東). Ключовий телеканал мережі TNX. Основний власник телекомпанії — Ніхон Кейдзай Сімбун. «TV Tokyo» зараз найменша з основних телекомпаній міста Токіо, знана в основному через спеціалізацію на трансляціях аніме.

## Історія

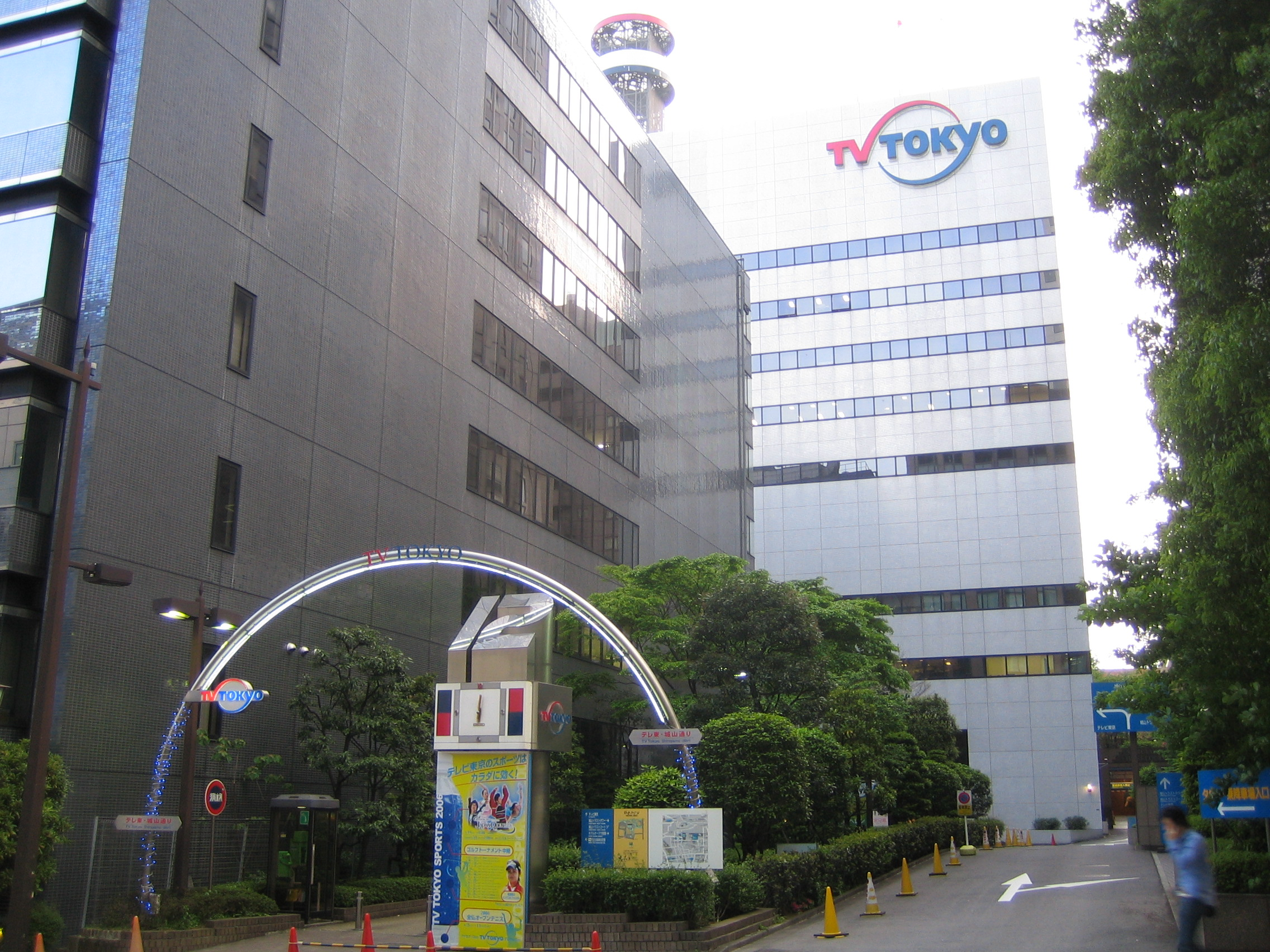
Головний офіс TV Tokyo

12 квітня 1964 року Японським Фондом Розвитку Науки (Japan Science Promotion Foundation) був створений телеканал. 1 липня 1968 року був заснований телеканал, під назвою «Tokyo Channel 12 Production, Ltd.» (яп. 株式会社東京12チャンネルプロダクション). У жовтні 1973 компанія була перейменована в «Tokyo Channel 12, Ltd.» (яп. 株式会社東京12チャンネル), і почала мовлення замість каналу фонду. У 1981 році канал був знов перейменований в «Television Tokyo Channel 12, Ltd.» (яп. 株式会社テレビ東京). У 1983 була створена мережа під назвою «Mega TON Network» (яп. メガTONネットワーク, зараз: TXN) що складається з каналів TV Osaka і TV Aichi. У грудні 1985 головний офіс був переміщений з Сібакоена в Тораномон. 12 грудня 1999 року відкрита дочірня компанія на острові Теннодзу. 25 червня 2003 року англійська назва телекомпанії була змінена з «Television Tokyo Channel 12, Ltd.» на «TV TOKYO Corporation». У 2004 TV TOKYO відзначав своє 40-ліття.

## Мовлення

### Цифрове
JOTX-DTV
- ІД: 7
  - Башта Токіо: канал 23
  - Міто, Префектура Ібаракі: канал 18

## Мережі
- Підрозділ в Осаці, мовлення в місті й навколо нього: TV Osaka, аналоговий Канал 19, цифровий канал 18 [ІД: 7]
- Підрозділ в Наґої, мовлення в районі Чюкьо: TV Aichi, аналоговий канал 25, цифровий канал 23 [ІД: 7]

## Програми

### Новини та інформаційні програми
- TXN News
- Morning Satellite
- TXN News eye
- World Business Satellite
- Ladies4

### Аніме
За абеткою. Цей список не є повним списком всіх показів, містить тільки найвідоміші.
| - .hack//SIGN - The Adventures of Alfred J. Quack - Adventures of Little El Cid - ai Tenshi Densetsu Wedding Peach - Baby and Me - Amdriver - Angelic Layer - Animal Yokocho - Aqua Kids - Asagiri no Miko - Baki the Grappler - Bastof Lemon - Battle Athletes - Battle B-daman - Beet the Vandel Buster - Beyblade - Bleach - Blue Seed - Bomberman Jetters - bouken Oh Beet (Beet the Vandel Buster) - Bouken Yuuki Pluster World - Cowboy Bebop - Croket! - Cyborg 009 - Dan Doh! - Donkey Kong - Excel Saga - Eyeshield 21 - F-zero: GP Legend - fafner - Final Fantasy Unlimited - Flint, The Time Detective - Forutsa! Hidemaru - Fortune Dogs - Fruits Basket - Fushigiboshi no Futagohime - Full Moon wo Sagashite - Gag-cro - Genesis of Aquarion - Gokudo - Grappler Baki TV - Hikaru no Go - Infinite Ryvius - Jubei-chan - Kenran Butousai: The Mars Daybreak - Sgt. Frog - King of the Classroom, Yamazaki - Law of Ueki - Lost Universe - Love Hina - Madlax - Mahoraba | - Marchen Awakens Romance (mar) - Martian Successor Nadesico - medarot (Medabots) - mirumo de Pon (Mirmo!) - Naruto - Negima - Neon Genesis Evangelion - Noir - Norisuta - Papuwa - pocket Monsters (Pokemon) - Popol Crois - Portriss - Revolutionary Girl Utena - Rockman EXE (Megaman NT Warrior) - Rockman EXE Axess (Megaman NT Axess) - Rockman EXE Stream - Rockman EXE Beast - Saiyuki - Saiyuki: Reload - Samurai Deeper Kyo - SD Gundam Force - Shaman King - Slayers - So-nanda - Sonic X (b. 2002) - Sorcerer Hunters («Bakuretsu Hunters») - Steam Detectives - Sugar Sugar Rune - Super Doll Licca-chan - Syuratoki - Tenchi Muyo! - The Prince of Tennis - Tokyo Mew Mew (Mew Mew Power) - Tokyo Pig («Hare Tokidoki Buta») - Totally Spies (non-anime) - tottoko Hamutaro (Hamtaro) - Transformers series - Transformers Energon - Trigun - Those Who Hunt Elves - Ultimate Muscle (Kinnikuman: Second Generation) - The Vision of Escaflowne («Tenkuu no Escaflowne») - Yaiba (1993-1994) - Yakitate!! Japan - Yomigaeru Sora — Rescue Wings - Yu-gi-oh! (second series anime) - yu-gi-oh! Duel Monsters GX (Yu-gi-oh! GX) - Zenki - Zettai Muteku Raijin-oh (raijin-oh) - Zukkoke |

### Різне
- Oha Star — транслюється на каналах мережі TXN і Biwako Broadcasting з 6:45 до 7:30 по буднях і на Nara TV і TV Wakayama з 7:05 до 7:30 ранку по буднях (на всіх каналах транслюється того ж дня).
- Hello! Morning — транслюється в районі Канто і префектурі Фукуока з 11:30 до 12:30 кожної неділі.
- Kaiun nandemo kanteidan! — транслюється на каналах мережі TXN з 21:00 до 21:54 кожен вівторок.
- Winnie the Pooh